# Rohrbach (Bechhofen)
Rohrbach ist ein Gemeindeteil des Marktes Bechhofen im Landkreis Ansbach (Mittelfranken, Bayern). Rohrbach liegt in der Gemarkung Waizendorf.

## Geografie
Das Dorf liegt am Südufer der Wieseth dem Ort Waizendorf direkt gegenüber, 1,5 km westlich von Bechhofen. Im Südwesten am Flinsterrangen schließt sich ein Waldgebiet an, ansonsten ist der Ort von Acker- und Grünland umgeben. Die Kreisstraße AN 54 führt über Waizendorf zur Staatsstraße 2222 (0,7 km nördlich) bzw. nach Königshofen a.d.Heide zur Staatsstraße 2220 (1,1 km südlich).

## Geschichte
Erkinger von Reichenau verkaufte 1335 an das Kloster Heilsbronn u. a. Güter in Rohrbach. Wenig später wurde durch Tausch ein weiteres Gut erworben.
Rohrbach lag im Fraischbezirk des ansbachischen Oberamtes Wassertrüdingen. Gegen Ende des 18. Jahrhunderts bestand der Ort aus 4 Anwesen. Die Dorf- und Gemeindeherrschaft sowie die Grundherrschaft über alle Anwesen hatte das Kastenamt Wassertrüdingen. Von 1797 bis 1808 unterstand der Ort dem Justiz- und Kammeramt Wassertrüdingen.
Mit dem Gemeindeedikt (frühes 19. Jahrhundert) wurde Rohrbach dem Steuerdistrikt Bechhofen und der Ruralgemeinde Waizendorf zugewiesen. Im Zuge der Gebietsreform in Bayern wurde Rohrbach am 1. Januar 1974 nach Bechhofen eingemeindet.

### Baudenkmal
- Haus Nr. 1: Stattliches zweigeschossiges Wohnstallhaus, massiv, Mitte 19. Jahrhundert[9]

### Einwohnerentwicklung
| Jahr      | 001818 | 001840 | 001861 | 001871 | 001885 | 001900 | 001925 | 001950 | 001961 | 001970 | 001987 | 002001 | 002011 | 002017 | 002023 |
| Einwohner | 58     | 49     | 65     | 57     | 52     | 68     | 70     | 73     | 78     | 76     | 74     | 74     | 66     | 52     | 52     |
| Häuser    | 11     | 10     |        |        | 14     | 15     | 14     | 15     | 15     |        | 20     |        |        |        |        |
| Quelle    | [ 11 ] | [ 12 ] | [ 13 ] | [ 14 ] | [ 15 ] | [ 16 ] | [ 17 ] | [ 18 ] | [ 19 ] | [ 20 ] | [ 21 ] | [ 22 ] |        | [ 23 ] | [ 1 ]  |

## Religion
Der Ort ist seit der Reformation evangelisch-lutherisch geprägt und bis heute nach St. Maria (Königshofen a.d.Heide) gepfarrt. Die Einwohner römisch-katholischer Konfession waren ursprünglich nach St. Laurentius (Großenried) gepfarrt, heute ist die Pfarrei Herz Jesu (Bechhofen) zuständig.